# Estadio Municipal Pedro Román
Es un estadio multiuso ubicado en la localidad de Manatí, en la isla de Puerto Rico, es usado principalmente para la práctica del béisbol y es la sede del equipo profesional puertorriqueño Atenienses de Manatí, tiene una capacidad estimada en 8500 espectadores y desde noviembre del año 2004 el estadio alberga encuentros deportivos de la Liga de Béisbol Profesional de Puerto Rico, cuando el grandeliga Jose Valentín compró al equipo Cangrejeros de Santurce y trasladó la franquicia a la ciudad donde había nacido.
- Datos: Q5400403